# Андроник III Великий Комнин
Андро́ник III Вели́кий Комни́н (ср.-греч. Ανδρόνικος Γ΄ Μέγας Κομνηνός; первая половина XIV века, Трапезунд — 8 января 1332, там же) — трапезундский император из династии Великих Комнинов, правивший с 3 мая 1330 по 8 января 1332 года. Сын императора Алексея II. Отразил тюркское вторжение, но царствовал менее двух лет, выведя за это время наружу внутридинастические конфликты, что привело к общественному расколу, а в дальнейшем — к гражданской войне.

## Биография
Будущий император Андроник III родился в первой половине XIV века в Трапезунде, столице одноимённой империи. Авторы работы «Византийский словарь» полагают, что его рождение можно отнести примерно к 1310 году. Отцом будущего монарха был император Алексей II из династии Великих Комнинов (1297—1330). Андроник был старшим ребёнком в семье, состоявшей из 4 сыновей и 2 дочерей. После его рождения на свет появились мальчики Василий, Михаил и Георгий и девочки, Анна и Евдокия. Матерью Андроника была или грузинская княжна Джияджак Джакели, дочь Беки I, который занимал пост мтавари Самцхе-Саатабаго, или гречанка, существование которой в качестве супруги отца Андроника III в 2001 году предположил историк Р. М. Шукуров. Византинист С. П. Карпов назвал это предположение остроумным, вероятным и этимологически подкреплённым, однако не имеющим доказательств в источниках. По предположению Шукурова, своё имя Андроник III получил в честь дальнего предка, императора Византии Андроника I Комнина.
Андроник пришёл к власти 3 мая 1330 года после смерти своего отца. Первым его действием на троне стал приказ об умерщвлении двух братьев от Джакели, Михаила и Георгия. Сестра Анна же приняла постриг и отправилась в монастырь в Иерусалиме, а последний брат, Василий, бежал в Константинополь. Как отмечает С. П. Карпов, эти события привели к тому, что распри внутри династии Великих Комнинов «приняли явный и кровавый оборот». Кроме этого Андроник отразил вторжение туркоманов из бейлика Хаджимирогуллары под командованием Байрам-бека. Других данных о периоде его правления нет. Известно лишь, что он скончался 8 января 1332 года, оставив трон малолетнему сыну, которого вскоре свергли. Совершённые им деяния и преступления против братьев и других людей, что населяли империю, привели к расколу общества, поставив империю на грань гражданской войны, которая началась с воцарения Ирины Палеологини в 1340 году.

## Семья
Имя супруги Андроника III неизвестно. У него был один ребёнок, сын Мануил. Согласно работе «Византийский словарь», он был бастардом. Генеаолог Келси Джексон-Уильямс же писал, что его матерью может быть как неназванная по имени супруга, так и любовница. По предположению Шукурова, он получил своё имя в честь сына Андроника I Комнина, севастократора Мануила. После смерти отца Мануил стал императором, однако был свергнут дядей Василием 23 сентября 1332 года. 13 или 21 февраля 1333 года его казнили в Трапезунде.